# Trogoderma varipes
Trogoderma varipes là một loài bọ cánh cứng trong họ Dermestidae. Loài này được Blackburn miêu tả khoa học năm 1892.